# Theologische Beiträge
Theologische Beiträge ist eine protestantische theologische und kirchliche Fachzeitschrift und erscheint zweimonatlich. Herausgeber sind Martin Reppenhagen und Reiner Braun im Auftrag des Pfarrerinnen- und Pfarrer-Gebetsbundes (PGB). Publizierender Verlag ist der evangelikale SCM Brockhaus Verlag der Stiftung Christliche Medien.

## Geschichte
In den 1960er Jahren setzte sich die Theologie Rudolf Bultmanns durch, die „zentrale Aussagen des Neuen Testaments als ‚mythologisch‘ und damit für ‚moderne‘ Menschen nicht mehr nachvollziehbar“ bezeichnete. Eine personale Beziehung zu Jesus Christus war nicht mehr denkbar. Konservative protestantische Kreise, denen von Reformation und Pietismus her gerade dies wichtig war, reagierten mit Verunsicherung. Vielfach wurde die universitäre Theologie als Ganze in Frage gestellt. Hier sah der Pfarrerinnen- und Pfarrer-Gebetsbund (PGB) die Aufgabe, im Rahmen von Ferienseminaren den theologischen Nachwuchs mit alternativen Ansätzen vertraut zu machen, die z. B. auf Martin Kähler, Adolf Schlatter und Julius Schniewind zurückgingen und von Otto Rodenberg, Otto Michel u. a. weiterentwickelt wurden. Entsprechende Vorträge flossen in die Publikation Brüderliche Handreichung ein, das interne Organ des PGB, das weit über den Kreis der Bruderschaft – wie der PGB sich damals noch nannte – nachgefragt war. 1968 begannen Gespräche der Vertreter des PGB mit Hochschullehrern und dem Wuppertaler Verleger Rolf Brockhaus, die in den Plan mündeten, eine neue Zeitschrift zu gründen. Den Namen hatte Klaus Haacker vorgeschlagen. Seit 1970 erschien die Zeitschrift quartalsweise, seit 1974 zweimonatlich. Der erste Herausgeber war Otto Rodenberg. Von 1972 bis 1997 war Theo Sorg als Nachfolger Rodenbergs der nächste Hauptherausgeber. Otto Michel wurde durch Klaus Haacker abgelöst, der die Zeitschrift bis 2007 über 30 Jahre prägte. Es folgten Heinzpeter Hempelmann (von 1997 bis 2020) und Gerhard Hennig (von 1997 bis zu seinem Ruhestand 2004), Michael Herbst (von 2007 bis 2017), seit 2018 Reiner Braun und ab 2020 mit Martin Reppenhagen. Die Arbeit der Herausgeber wird von einem wissenschaftlichen Beirat unterstützt, zu dem derzeit neben den ehemaligen Herausgebern auch Friedmann Eißler, Ulrich Mack, Thomas Pola, Annegret Puttkammer, Rainer Riesner, Christoph Rösel, Benjamin Schließer, Thomas Schlegel und Hanna Stettler gehören, früher auch Helmut Burkhardt, Martin Hengel, Karl-Heinz Michel, Helgo Lindner u. v. m.

## Profil
Beobachter wie Lukas Bormann sehen in den Theologischen Beiträgen „ein Publikationsorgan […], in dem theologisch-konservative und pietistische Positionen Gehör finden“. Was Bormann im Blick auf das Jubiläumsheft 2020 schreibt, mag auch für die Zeitschrift insgesamt gelten, nämlich dass man in ihr „einen ausgezeichneten Eindruck von der Vitalität, Informiertheit und intensiven theologischen Reflexion, wie sie im Pfarrerinnen- und Pfarrer-Gebetsbundes, der die Theologischen Beiträge herausgibt“, findet.
Die Zeitschrift selbst versucht nach eigenen Angaben, das Gespräch zwischen Universitätstheologie und kirchlicher Praxis zu vermitteln. Die Themen betreffen das ganze Spektrum der akademischen Theologie, so u. a. die Auslegung der Bibel, Fragen der Kirchengeschichte (besonders Reformation, Pietismus, Erweckungsbewegung und Zeitgeschichte), der Ekklesiologie wie der Ökumene, Mission, Evangelisation, Theologische Ethik (und in diesem Rahmen auch Fragen wie Abtreibung, Medizinethik, Gender Mainstreaming oder der Umgang mit praktizierter Homosexualität).
Jedes Heft enthält eine Biblische Besinnung, wissenschaftliche Aufsätze und Rezensionen. Die Autoren sind in erster Linie Dozenten an evangelisch-theologischen Fakultäten, so u. a. Wolfgang Huber, Oswald Bayer, Friedrich Beißer, Heinrich-Hermann Ulrich, Alister McGrath. Auch leitende Persönlichkeiten der Landeskirchen beteiligten sich hier am theologischen Diskurs wie Gerhard Maier und Hans-Jürgen Abromeit.
Mit einer Auflage von rund 2800 Exemplaren im Jahr 2020 sind die Theologischen Beiträge eine der auflagenstärksten theologischen Fachzeitschriften im deutschsprachigen Raum.